# 意大利任务 (游戏)
《意大利任务》是一款由Pixelogic公司制作的竞速类游戏。游戏根据最初1961年同名電影制作。游戏最初于2001年10月5日在PlayStation上发行，游戏后又移植至Windows。
游戏分为意大利任务模式、竞速模式、挑战模式和关卡模式。
游戏收到中等至混合评价。GameRankings和Metacritic给予PlayStation版本72.18%和73/100的分数。